# Мориак, Франсуа
Шарль Франсуа́ Мориа́к (фр. Charles François Mauriac; 11 октября 1885, Бордо — 1 сентября 1970, Париж) — французский писатель; член Французской академии (1933); лауреат Нобелевской премии в области литературы (1952); награждён Большим крестом ордена Почётного легиона (1958). Один из самых крупных католических писателей XX века.

## Биография
Франсуа Шарль Мориак родился в Бордо 11 октября 1885 года, в семье коммерсанта Жана Поля Мориака и Маргариты Мориак. Его отец занимался продажей леса и был землевладельцем в Гаскони, а мать происходила из семьи коммерсантов. Франсуа Мориак был младшим в семье. Кроме него в семье было четверо детей: старшая сестра и три брата. Когда Франсуа было два года, его отец умер. Так как он был младшим в семье, ему уделяли наибольшее внимание.
Начальное и среднее образование Мориак получил в Кодеране, поступив туда в 1892 году. Там же он встретил Андре Лаказа, с которым дружил всю жизнь.
В 1902 году умерла бабушка Мориака, Ирма. Для будущего писателя стало настоящим потрясением, когда, не успев похоронить её, семья принялась за делёж наследства.
Преподаватель лицея в Бордо Марсель Друэн (свояк писателя Андре Жида) познакомил его с работами последнего, а также с произведениями Поля Клоделя, Артюра Рембо, Шарля Бодлера, Колетт. После получения степени бакалавра поступил в университет Бордо, где изучал литературу. Окончил университет в 1905 году.
С 1905 по 1907 год посещал собрания католической организации «Сильон» Марка Санье, целью которой было реформирование католической церкви, создание альтернативы антиклерикальным и материалистическим левым движениям, примирение рабочих и христианства.
До 1907 года он жил вместе с семьёй в Бордо. На следующий год переехал в Париж, посвящая всё время подготовке к экзаменам в Эколь де Шарт, куда поступил в 1908 году. После успеха своей первой публикации оставил учёбу ради занятия литературой.
Во время Первой мировой войны служил санитаром в одном из госпиталей Красного Креста. В 1913 году женился на Жанне Лафон. В 1914 году у них родился сын Клод. Их другие дети, Клер, Люк и Жан родились в 1917, 1919 и 1924 годах.
В 1933 году был избран в члены Французской академии, сменив Эжена Бриё.
Во время гражданской войны в Испании придерживался левых взглядов, критикуя католическую церковь за её поддержку Франко. После падения Франции во время Второй мировой войны кратковременно поддержал коллаборационистский режим маршала Петена, но уже в декабре 1941 года присоединился к движению Сопротивления. Он был единственным членом Французской Академии, публиковавшимся в подпольном издательстве Сопротивления Les Éditions de Minuit («Полночные издания»), выступая против коллаборационизма. Однако, после освобождения Франции он призывал французов быть милосердными к тем, кто сотрудничал с захватчиками. Выступал против колониальной политики, решительно осуждал применение пыток французскими военными в Алжире.

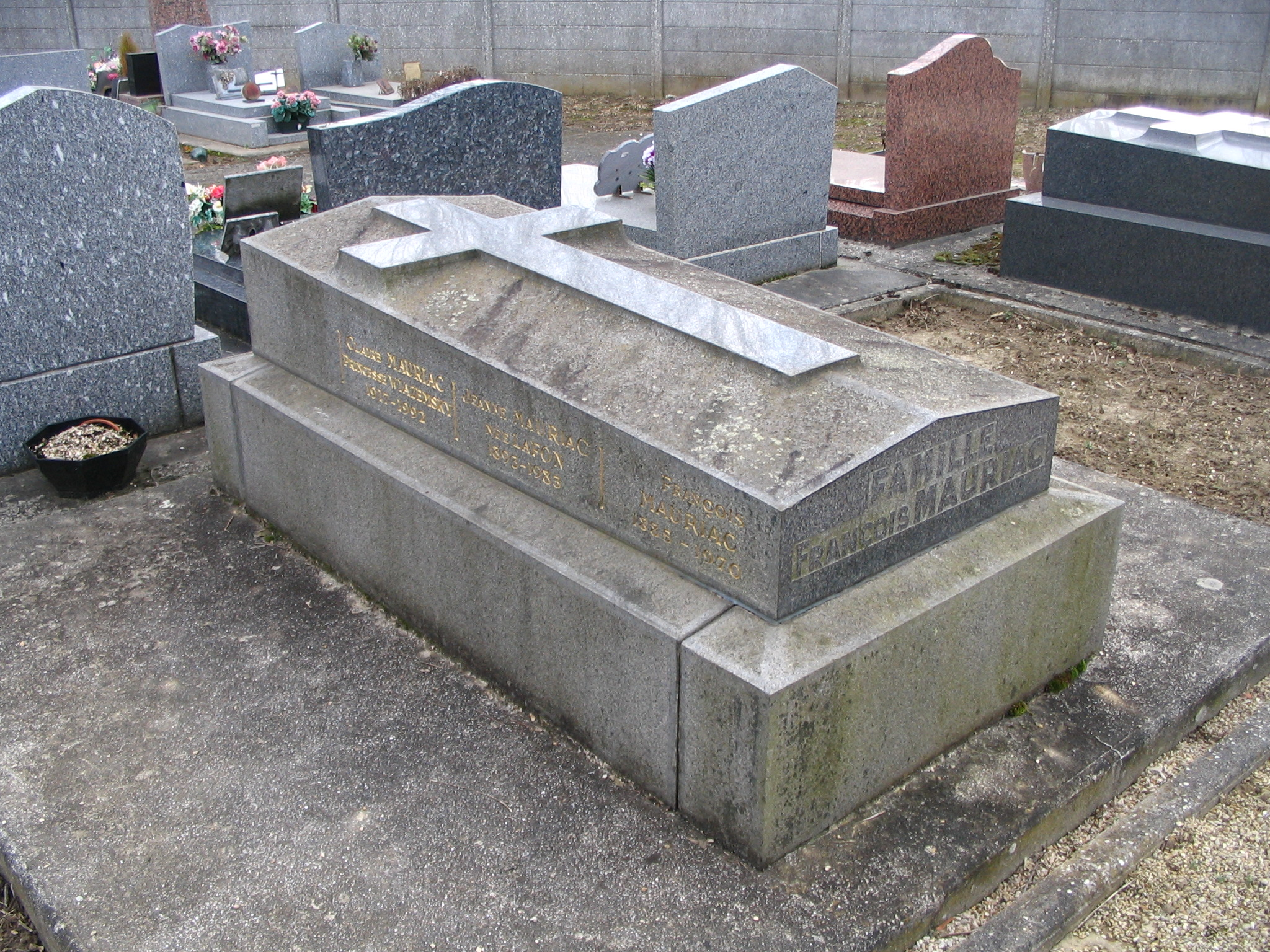
Могила писателя в Вемаре.

По совету Мориака Эли Визель перенёс на бумагу свой горький опыт Холокоста: его первый, принёсший ему известность, роман на французском языке «Ночь» вышел с предисловием Мориака. Как христианский общественный деятель, вёл непримиримую дискуссию с Роже Пейрефиттом.
Сын Мориака Клод, сторонник де Голля, впоследствии известный писатель и литературный критик, работал в конце 1940-х годов личным секретарём генерала. Его внучка Анна Вяземски, снимавшаяся у Брессона, была женой Жана-Люка Годара.
Умер в Париже 1 сентября 1970 года в возрасте 84-х лет. Похоронен на кладбище Вемарса (Валь-д’Уаз). Полное собрание его сочинений появилось между 1950 и 1956 годами в двенадцати томах.

## Творчество
Свою первую серьёзную работу Мориак написал в тринадцать лет. Это была пьеса «Va-t-en!», которую он посвятил своей сестре Жермене.
Свой первый сборник поэзии «Руки, сложенные для молитв» автор опубликовал в 1909 году. Этот сборник привлёк внимание многих литераторов, но слава к писателю пришла позднее, поскольку эти стихи были ещё наивными и незрелыми, в них чувствуется влияние религиозных воззрений писателя.
Его первый роман «Дитя под бременем цепей» (1913) отобразил те черты, которые характеризовали и его зрелое творчество. В этом романе автор под влиянием реализма пишет о молодом человеке, который приехал из провинции для «покорения столицы». Но молодой человек чувствует в столице себя одиноким, что влияет и на его окружающих. Но его томления, скорее, надуманны, и он обретает мир, обратившись к Богу и ответив на любовь кузины.
Во время Первой мировой войны Мориак прекратил литературную деятельность, но после её окончания возобновил работу. Так, в 1922 году появилась повесть «Поцелуй, дарованный прокажённому».
Этот роман укрепил репутацию писателя как знатока человеческой души. Герой книги молодой человек-карлик, который очень комплексует по поводу своей внешности и боится увидеть отвращение других людей, а потому избегает их, находя прибежище в религии. Однажды местную красавицу заставляют выйти замуж за героя, поскольку его род был богатым. При этом брак становится мучением для обоих. На этом и сосредотачивается автор в романе.
В романе «Матерь» (1923) автор рассказывает о тиранической любви матери к сыну, которая стала причиной разрушения его брака. Всё, что осталось овдовевшему и осиротевшему сыну, — это забота преданной старой служанки.
В своих романах Мориак проявил себя как непревзойдённый аналитик душевных страстей и резкий критик провинциальной буржуазии («Матерь»; «Пустыня любви»; «Клубок змей»; «Тайна Фронтенаков»). Большинство его романов сосредотачивается на теме веры и желания, а также душевного опустошения, которые должны преодолеть герои.
Темами романа «Тереза Дескейру» (1927) также становятся грех и преступление. Автор пытается найти истоки злодеяний, и поиски заводят его к проблемам брака в буржуазном обществе, проблемам семьи и морали. Не оправдывая героиню в её преступлении, автор также сочувствует ей, поскольку она стала жертвой обывательского общества. Тереза становится женой ненавистного ей человека, самодовольного буржуа. Её отчаяние превращается в ненависть, а ненависть ведёт к преступлению.
Наиболее сильным с реалистической точки зрения стоит считать роман «Клубок змей» (1932). Клубок змей по замыслу автора — это своего рода метафора человеческой души, не познавшей света католической религии. В книге каждый член буржуазной семьи «отравляет ядом своей ненависти» существование других. Этим романом автор разрушает миф о респектабельности и благополучной жизни буржуазного класса. Ненависть в семье — не результат неудавшегося брака, а диагноз всему обществу. Роман представляет собой исповедь главы семьи, который происходит из низов общества и может взглянуть на общество коммерсантов-буржуа другими глазами.
1 ноября 1933 года Мориак был избран членом Французской Академии. Несмотря на всеобщее признание, католическая церковь относилась к писателю насторожено и даже враждебно. Почти все его романы были запрещены католической цензурой.
Сюжет романа «Тереза Дескейру» автор продолжил через несколько лет в романе «Конец ночи» (1935). Старая Тереза с грехом на душе влачит жалкое существование. Идея книги в том, что жизнь — это страдание (ночь), а освобождение (день) приходит лишь после смерти.
Роман «Черные ангелы» (1936) и пьеса «Асмодей» (1937) не принесли успеха, но следующим романом «Дорога в никуда» (1939) автор вновь возвращает себе былую славу. Образ дороги здесь всего лишь фон, на котором разворачивается сюжет о судьбах людей, которые стали жертвой общества с его жаждой наживы. Автор считает, что выходов из проблемы такого общества всего два: революция или обращение к Богу. При этом он считает, что Бог — более приемлемый вариант.
В романе «Фарисейка» (1941) автор обращается к критике тех людей, которые пытаются следовать прежде всего «букве», а не духу христианства. Таким образом, раскрывается несправедливость, которую распространяют те, кто следует предписаниям.
Его последний роман «Дитя прошлого» встретил позитивную критику в 1969 году. Следующий роман «Мальтаверн» опубликован посмертно в 1972 году.

## Награды, премии
- 1926 — Большая премия Французской академии за роман[3]
- 1933 — член Французской академии
- 1952 — Нобелевская премия по литературе: «за глубокое духовное прозрение и художественную силу, с которой он в своих романах отразил драму человеческой жизни»[5]
- 1958 — Большой крест ордена Почётного легиона[3]

## Произведения

### Романы, повести и рассказы
- 1913 — L’Enfant chargé de chaînes («Дитя под бременем цепей» / «Ребенок в цепях»)
- 1914 — La Robe prétexte («Патрицианская тога»)
- 1920 — La Chair et le Sang («Плоть и кровь»)
- 1921 — Préséances
- 1922 — Le Baiser au lépreux («Поцелуй, дарованный прокажённому» / «Поцелуй прокажённому»)
- 1923 — Le Fleuve de feu («Огненный поток» / «Река огня»)
- 1923 — Génitrix («Матерь»)
- 1923 — Le Mal («Зло»)
- 1925 — Le Désert de l’amour («Пустыня любви») (Гран-при Французской академии за роман, 1926)
- 1927 — Thérèse Desqueyroux («Тереза Дескейру» / «Тереза Декейру»)
- 1928 — Destins («Судьбы»)
- 1929 — Trois Récits («Три истории») Сборник рассказов: Coups de couteau, 1926; Un homme de lettres, 1926; Le Démon de la connaissance, 1928
- 1930 — Ce qui était perdu («То, что потеряно»)
- 1932 — Le Nœud de vipères («Клубок змей»)
- 1933 — Le Mystère Frontenac («Тайна семьи Фронтенак»)
- 1935 — La Fin de la nuit («Конец ночи»)
- 1936 — Les Anges noirs («Черные ангелы»)
- 1938 — Plongées («Поверженные» / «Прыжки в воду») Сборник рассказов: Thérèse chez le docteur, 1933 («Тереза у врача»); Thérèse à l’hôtel, 1933 («Тереза в гостинице»); Le Rang («Престиж»); Insomnie; Conte de Noël
- 1939 — Les Chemins de la mer («Дорога в никуда»)
- 1941 — La Pharisienne («Фарисейка»)
- 1951 — Le Sagouin («Мартышка») (Повесть). Впервые на русском языке опубликована в журнале «Иностранная литература», № 6, 1955 под названием «Обезьянка».
- 1952 — Galigaï («Галигай»)
- 1954 — L’Agneau («Агнец»)
- 1969 — Un adolescent d’autrefois («Подросток былых времён»)
- 1972 — Maltaverne («Мальтаверн») (Незавершённый роман; опубликован посмертно.)

### Поэзия
- 1909 — Les Mains jointes («Соединённые руки» / «Руки, сложенные для молитв»)
- 1911 — L’Adieu à l’Adolescence («Прощание с отрочеством»)
- 1925 — Orages («Грозы»)
- 1940 — Le Sang d’Atys («Кровь Атиса»)

### Пьесы
- 1938 — Asmodée («Асмодей»)
- 1945 — Les Mal-Aimés («Нелюбимые»)
- 1948 — Passage du malin («Лукавый попутал»)
- 1951 — Le Feu sur la terre («Огонь на земле»)

## Издания на русском языке
- Тереза Декейру. Перевод М. Абкиной. Л.: Книжные новинки, 1927. — 128 с.
- Клубок змей. Перевод А. Новиковой. Предисловие Т. Перимова. М.: ГИХЛ, 1934. — 144 с.
- Конец ночи. Перевод Н. Довгалевской. Предисловие И. Анисимова. М.: Гослитиздат, 1936. — 318 с.
- Волчица. Перевод Г. Кузнецовой. Предисловие И. А. Бунина. Париж: Современные записки, 1938. — 118 с.
- Дорога в никуда. Перевод Н. Немчиновой. Послесловие К. Наумова. М.: Изд. иностр. лит, 1957. — 200 с.
- Клубок змей. Перевод Н. Немчиновой. Предисловие М. Ваксмахера. М.: Гослитиздат, 1957. — 180 с. — (Зарубежный роман XX века).
- Тереза Дескейру. Перевод Н. Немчиновой. Фарисейка. Перевод Н. Жарковой. Мартышка. Перевод Н. Жарковой и Н. Немчиновой. Подросток былых времён. Перевод Р. Линцер. Предисловие Л. Андреева. М.: Прогресс, 1971. — (Мастера современной прозы). — 508 с. То же: М.: Радуга, 1985. — 444 с.
- Матерь. Перевод Л. Зониной. Пустыня любви. Перевод С. Шлапоберской. Тереза Дескейру. Перевод Н. Немчиновой. Клубок змей. Перевод Н. Немчиновой. Вступительная статья О. Тимофеевой. М.: Худ. лит., 1981. — 464 с. То же: Минск: Вышейшая школа, 1987. — 460 с.
- Агнец. Перевод Л. Лунгиной. Предисловие В. Лакшина. М.: Известия, 1983. — 128 с. — (Библиотека журнала «Иностранная литература»).
- Жизнь Жана Расина. Перевод В. Мильчиной. В кн.: Ф. Мориак. Жизнь Жана Расина. Ж. де Нерваль. Исповедь Никола. А. де Виньи. Стелло, или Синие демоны. Предисл. В. Мильчиной. М.: Книга, 1988. — 444 с. (С. 17-110) — (Писатели о писателях).
- Тереза Дескейру. Перевод Н. Немчиновой. Клубок змей. Перевод Н. Немчиновой. Дорога в никуда. Перевод Н. Немчиновой. Мартышка. Перевод Н. Немчиновой и Н. Жарковой. Статьи: Роман. Перевод Л. Цывьянова. Романист и его персонажи. Перевод В. Злобиной. Вступ. статья Ф. Наркирьера, А. Строева. М.: Правда, 1989. — 558 с.
- Жизнь Иисуса. Перевод Р. А. Адамянц. Под редакцией и с предисловием З. Маслениковой. М., Мир, 1991. — 238 с.
- Собрание сочинений в 3 т.: Т. 1: Поцелуй прокажённому. Пер. В. Каспарова. Матерь. Пустыня любви. Тереза Дескейру. Клубок змей. Т. 2: Тайна семьи Фронтенак. Перевод Е. Семина. Дорога в никуда. Фарисейка. Т. 3: Мартышка. Галигай. Пер. В. Никитина. Агнец. Подросток былых времён.. М.: Терра — Книжный клуб, 2002. — (Современный зарубежный роман). — ISBN 5-275-00700-0.
- Не покоряться ночи… Художественная публицистика. Предисловие В. Балахонова. Комментарии И. Ковалёва, В. Балахонова. М.: Прогресс, 1986. — 430 с. — (Зарубежная художественная публицистика и документальная проза).